# IC 373
IC 373  ist eine linsenförmige Galaxie vom Hubble-Typ SB0 im Sternbild Eridanus am Südsternhimmel. Sie ist schätzungsweise 176 Millionen Lichtjahre von der Milchstraße entfernt und hat einen Durchmesser von etwa 75.000 Lj.

Im selben Himmelsareal befinden sich u. a. die Galaxien NGC 1600, NGC 1601, NGC 1603, IC 372.
Das Objekt wurde am 11. Februar 1893 vom französischen Astronomen Stéphane Javelle entdeckt.